# ファイナルファンタジーVIIの登場人物
ファイナルファンタジーVIIの登場人物（ファイナルファンタジーセブンのとうじょうじんぶつ）では、スクウェア・エニックス（旧スクウェア）のコンピュータゲーム『ファイナルファンタジーVII』とその派生作品群「COMPILATION of FINAL FANTASY VII」の登場人物について解説する。
年齢は『ファイナルファンタジーVII』でのもの（「COMPILATION of FINAL FANTASY VII」各作品における年齢はその作品の記事を参照）。
「声」は特に表記がなければ『ファイナルファンタジーVII アドベントチルドレン』以降のもの。
リメイク三部作では多くの登場人物の設定が異なっているため、本記事では原則としてオリジナルに基づいて記述する。リメイクにおける設定については当該記事を参照。
作品名は以下のように略記する。
- ファイナルファンタジーVII ⇒ FF VII
- ファイナルファンタジーVII アドベントチルドレン ⇒ FF VII AC
- ファイナルファンタジーVII アドベントチルドレン コンプリート ⇒ FF VII ACC
- ビフォア クライシス ファイナルファンタジーVII ⇒ BC FF VII
- クライシス コア ファイナルファンタジーVII ⇒ CC FF VII
- ダージュ オブ ケルベロス ファイナルファンタジーVII ⇒ DC FF VII
- ファイナルファンタジーVII エバークライシス ⇒ EC FF VII
- ラストオーダー ファイナルファンタジーVII ⇒ LO FF VII
- ファイナルファンタジーVII リメイク ⇒ FF VII R1
- ファイナルファンタジーVII リバース ⇒ FF VII R2
- キングダム ハーツ シリーズ ⇒ KHシリーズ
- キングダム ハーツ ⇒ KH
- キングダム ハーツII ⇒ KHII

## 主要人物
記載順はパーティー加入順。

### クラウド・ストライフ (Cloud Strife)
- 21歳  ニブルヘイム出身 血液型:AB型 170cm
- 一人称「俺」。二人称「お前・あんた」。
- 声 - 堀内賢雄（AC版エアガイツ）→佐々木望（PS版エアガイツ）→櫻井孝宏（KH以降）、相澤幸優（14歳）

『FF VII』および『FF VII AC』の主人公。元ソルジャーで、「興味ないね」が口癖。

### バレット・ウォーレス (Barret Wallace)
- 35歳 コレル出身 血液型:O型 197cm
- 一人称「オレ」。二人称「お前・あんた」
- 声 - 小林正寛（FF VII R1まで）→船木まひと（FF VII R2[1]）

反神羅組織「アバランチ」のリーダー。元来は出身地コレルで炭鉱夫として働いていた。マリンという娘がいるが彼女は親友ダインの娘であり、実子ではない。故郷と妻のミーナ・ウォーレス (Myrna Wallace) を奪った神羅カンパニーへの復讐を誓い、アバランチを結成する。そのため当初は神羅に所属していた過去を持つクラウドと対立する。自分からすべてを奪った神羅に対する強い復讐心がその行動の源であり、そのためなら無関係の人間を巻き込む事も厭わないが、物語が進むにつれて過剰な復讐心から解き放たれていき、戦う動機が復讐からマリンを守ることへと変化していく。前述通り当初はクラウドをあまり信用していなかったが、エアリス救出のために神羅ビルに侵入しようとする姿を見て考えを改める。
アバランチのリーダーという立場からパーティーメンバーとしてのリーダー意識が強く、『FF VII』序盤の場面では「リーダーは最後まで残るもんだ」「リーダーと言えば俺しかいねぇ」といった台詞があり、仕切りたがりな一面を覗かせる。
しかし物語が進むにつれて考え方が変わり、中盤にクラウド、ティファの両者が離脱した際には、自身ではなく飛空艇ハイウインドの艇長であるシドをリーダーに指名している。しかしそれでも仕切りたがりの性格は根強いらしく、リーダーに就いたばかりのシドにあれやこれやと指示を出し、ユフィにシドが使いっ走りだと思わせてしまっている。
マリンを溺愛しており、その親バカぶりは周囲から呆れられる程。ゴールドソーサーでのデートイベントでの相手として登場する際の会話では、クラウドがマリンに目をつけているという誤解までした。『FF VII』の後は、マリンをティファに預けて油田を探している。
武器は、右腕を失った結果装着しているギミックアームで、『FF VII』では、種類の違い（ガトリング銃、チェーンソーなど）によって近距離攻撃か遠距離攻撃のいずれかに性質が変化する。『FF VII AC』では義手に変形できる他、エネルギー弾も撃てるよう改良されている。
ジュノン船に進入するイベントではバレットの水兵服姿が見られる。その時の姿をエアリスやティファに似合ってるからパジャマにしたらとからかわれるものの本人は普段の服装が一番しっくりくる事を主張している。しかしその一方で、人目の無いところで水兵服姿でポーズを取っていたりと内心では気に入っている様子も見せる。
なお、アバランチは『BC FF VII』で活躍する反神羅の一大組織「アバランチ」にちなむ。同名であるが組織の連続性はない。
開発中の名前はブロウだったが、アメリカの市場で問題がある名前だったため弾丸 (bullet) からとった「バレット」に落ち着いたというエピソードが本作攻略本「解体新書」で語られている。『CC FF VII』でもコレル魔晄炉の視察団がバレットの名前を弾丸のイメージで覚えたような描写がある。
『CC FF VII』では魔晄炉建設賛成者だった（『FF VII』本編でも回想場面で魔晄炉建設に賛成している）。

### ティファ・ロックハート (Tifa Lockhart)
- 20歳 ニブルヘイム出身 血液型:B型 167cm   初期設定では身長165cm、スリーサイズは92/60/88。
- 一人称「私」。二人称「あなた」。
- 声 - 浅田葉子（AC版エアガイツ）→皆口裕子（PS版エアガイツ）→伊藤歩（FF VII AC以降）、三本采香（8・13歳）

反神羅組織「アバランチ」のアジトであり、スラムの第七区画にあるバー「セブンスヘヴン」の看板娘で、アバランチメンバーの一人。格闘のプロである。 
生まれ故郷ニブルヘイムの副村長の娘として育ち、クラウドを含め村の少年達の憧れの的でもあった。クラウドとはニブルヘイムで暮らしていた頃からの幼馴染であり、当初は面識の薄い近所の子という程度の関わりだったが、とある出来事から仄かな恋心を寄せるようになる。しかしクラウドが鈍感だったり、自身が素直になりきれないことからその想いを伝えられないでいる。母親とは8歳の時に死別し、父親も後述の5年前のニブルヘイム事件で亡くす。
セブンスヘブンは「至福の時」という意味で、関連作品のCCFF7においては名付け親はザックスとされた。
彼女のリミット技はザンガン流格闘術をベースとする格闘技のコンボである。なお、リミット技の仕様は他キャラクターと異なり、レベルを上げると使用可能な技が増えていく。ただし、スロットであるため威力が安定しない。
服装は活発的で、へそが見える白いタンクトップに黒いサスペンダー付きの丈がかなり短いタイトのミニスカート。スパッツを穿いているがディシディアのみ穿いていない。
リメイク版は黒の上下インナーやニーハイソックスが追加され、靴もショートブーツ状になっているなど、オリジナル版のコスチュームをベースにマイナーチェンジが加えられている。
スタイルが非常に良く、豊満な肉付きをしているが腰などは痩せている。没設定だがスリーサイズから計算すると、バストサイズはH～Iカップくらいである。 作中に男性陣の視線を気にするシーンがあるが、戦闘の際は格闘術を駆使するので、足を広げたりと大胆な際どいアクションが目立つ。ニブル事件での15歳時にはカウガールスタイルであった。
エアガイツに参戦した時は、カラー変更でカウガール姿になる。このコスチュームではスパッツは穿いておらず下着が見える。
普段は気立てが良く世話好きの女性として振舞っているが、快活そうな外見とは裏腹に控え目かつ奥手な性格。酒場を切り盛りしているだけに料理が上手で、治療所ではクラウドへの献身的な介護を感心されるなど内面も家庭的。自分の気持ちを素直に表に出すことは苦手で、責任感が強いせいか何か悪いことが起こると自分の所為ではないかと考え、1人落ち込むこともある。そのためクラウドに好意を持ちながらもそれを伝える事ができず、またクラウドが再び消えてしまう不安を常に抱き続けていたが故に、自分の知る過去と食い違うクラウドの過去に関する発言に疑問を持ちながらも口を出せずにいた。
エアリスとは出会った当初から恋のライバルであり、また仲の良い友人となる。旅の道中でもたまに二人で行動していることがある。
5年前のニブルヘイム事件の際、村を訪れてきたセフィロスやザックスたちの案内役になった。暴走したセフィロスに父親を殺され、拾った正宗を手に斬りかかるも返り討ちにあい重傷を負った。その後は何故助かったのかメインストーリー上では語られないが、実はザンガンに救出されており、ケアルの応急処置を受けつつミッドガルの医者のもとに運ばれたことがザンガンからの置手紙で明らかになる。そのため神羅カンパニーを深く憎んでおり、アバランチのメンバーとなった末、現在はミッドカルの七番街スラムで生計を立てている。しかし神羅への極端な復讐心を抱くバレットと異なり、無関係の人々を巻き込んだ事に対して激しい後悔と罪悪感に苛まれる一幕もある。
シナリオ中盤以降、クラウドの過去の曖昧さについてセフィロスに問い詰められ、錯乱。クラウドはティファと共有する思い出を自身の記憶の証明としていたため、ティファにそれを肯定してもらえなかったことで自我の崩壊を招く。
その後、ティファはバレットと共に神羅の手に落ち監禁される。そして「騒動の首謀者」として、まずはティファからガス室で処刑されそうになる。スカーレットによって椅子に拘束されガスを浴びせられるが、神羅兵が手枷の鍵を落としていたため両足で回収して拘束を解く。そこへサファイアウェポンの襲来によりガス室の壁を破壊され脱出。追いかけてきたスカーレットと平手打ち対決を展開する。勝敗に関わらず勝負後、飛空艇で助けにきた仲間たちに救助された。この期間のみティファがパーティーリーダー（先頭キャラクター）となる。
その後、ミディールで重度の魔晄中毒に侵されたクラウドを数日間看病するためパーティーから離脱する。
アルテマウェポン襲来後、病院からの避難中にクラウドと共にライフストリームに落下。その際クラウドの精神世界に入り、5年前の過去の嘘偽りない真実を探り出した事で、クラウドは本来の自我を取り戻し復活、ティファもパーティに復帰する。最終決戦前夜にはクラウドと二人きりで一夜を過ごす。この際の反応はティファの好感度に応じて大きく変化する。
本編後はバレットの娘マリンと、クラウドが連れてきた孤児デンゼルと共にエッジで全員で生活を共にするようになり、クラウドとバレットの薦めもあってティファはバー「セブンスヘブン」、クラウドは運び屋としてストライフ・デリバリーをそれぞれ営むようになる。 
しかし、クラウドは目の前で殺されてしまったエアリスを守れなかった罪悪感を、そして親友であるザックスを中毒状態であったとしても失ってしまった事、ティファはテロ行為で多くの人を死なせてしまった罪悪感を抱き続けており、家族として少しずつすれ違っていくようになる。 
元々二人揃って抱え込みやすい性格であり、デンゼルが来てからは幾分マシになったものの、クラウドがデンゼルと同じく星痕に侵されて家を出てしまい、すれ違うままクラウドはエアリスのいた教会に住む。『AC』後にクラウドはエアリスの導きで一人ではない事に気付き、ティファとも和解する。 
『KHII』、ディシディア デュオデシム ファイナルファンタジーにも登場。KHシリーズではクラウドの「闇」であるセフィロスに対し、ティファはクラウドの「光」という設定となっている。『KHII』では『FF7 AC』の衣装で登場するが、控えめで抱え込みやすい性格はほぼ見られない。

### エアリス・ゲインズブール (Aerith Gainsborough)
- 22歳 アイシクルロッジ出身 血液型:O型 163cm
- 一人称「わたし」。二人称「あなた・君」
- 声 - 坂本真綾（KH以降）、田中千空（7歳）

ミッドガルで唯一5番街の教会にのみ咲く花を売り生計を立てている。
子供の頃から古代種の生き残りとしてタークスから監視されている。
子供の頃育ての母親の死んだ夫の言葉を聞くなど、不思議な力を持つ。

### レッドXIII / ナナキ (Red XIII / Nanaki)
- 48歳（人間に換算すると15-16歳） コスモキャニオン出身
- 一人称「私・オイラ」。二人称「お前」
- 声 - 市村正親（FF VII AC）→山口勝平（FF VII R1以降）

赤い毛に覆われ、尾に炎をともし、非常に長い寿命を持ち、人語を話すことができる4足歩行の種族。姿形は狼や虎に近い。神羅ビル内の研究所に、宝条によって実験サンプルとして捕らえられていた。なお、レッドXIIIとは体毛が赤いことと、サンプルに対してつけていた連番に基づいて宝条がつけたコードネームであり、本名はナナキという。初登場の際には、絶滅の危機にある種を残すための実験としてエアリスの交配相手に選ばれていたが、彼自身にその意思はなく救出後には「……私にも選ぶ権利がある。二本足は好みじゃない」とはっきりと否定の意思を示している。簪や髪飾りをつけて戦意を高め、敵に向かって体当たりするという戦い方をする。
コスモキャニオンの長老ブーゲンハーゲンを「じっちゃん」と呼び慕っている。『BC FF VII』ではディネというメスの仲間が存在している。
表面上は48歳という年齢を利用して一人称が「私」のクールで理知的な性格の大人を演じているが、実際は一人称が「オイラ」の元気で子供っぽい性格の大人になりたい年頃の少年である。幼い頃にコスモキャニオンを宿敵ギ族に襲撃された際に母は殺害され、父セトは行方不明となった。それ以降、父のことを皆を見捨てた裏切り者だと考え、「腑抜け」と呼び蔑むようになった。そうした経緯もあって早く大人になって皆を守れるようになりたいと考え、実際にはまだ幼いにもかかわらず、クラウド達と出会って帰郷するまでの間背伸びして冷静・理知的な大人を演じていた。
後に、ブーゲンハーゲンにより父が谷の裏手で独り戦っていたという真実を知らされてからは、自分に素直になって年相応の振る舞いを見せるようになる。しかし、早く大人になりたいという願望はその後も残り続けたようである。
なお作中には、宝条によって実験を施され、自分と同じようにナンバーを与えられた実験体たちが異常な行動を取るのをみて、自分もおかしくなってしまうのではないかと不安に駆られるシーンもあるが、結局その心配は杞憂に終わった。実際には、エアリスの古代種としての種の保存のために宝条が選び出した、交配実験用の相方でしかなかったようである。そんなエアリスともその後は旅の仲間として友好な関係を築きあげ、エアリスに鼻を撫でられるのが好きだった事を飛空艇でクラウドに打ち明けている。
『FF VII AC』では一言しか喋っていない。話し方や雰囲気も『FF VII』の時と比べると少々大人びている。『FF VII ACC』ではセリフの追加こそされていないが、若々しい演技に修正されている。『DC FF VII』においては、エンディングムービーのワンシーンにしか登場しておらず、『FF VII』のパーティキャラクター（エアリスは除く）の中で唯一セリフが一言もない。
『FF VII』のエンドロール後および『FF VII AC』の冒頭において、2匹の子供を連れてミッドガル近辺の絶壁を訪れる500年後の姿が登場するが、それに至る経緯については一切言及されていない。

### ユフィ・キサラギ (Yuffie Kisaragi)
- 16歳 ウータイ出身 血液型:A型 160cm
- 一人称「アタシ」。二人称「アンタ」
- 声 - かかずゆみ（PS版エアガイツ以降）、境葵乃（9歳）

故郷ウータイ復興のためマテリアを集めて旅するおてんば娘。忍者の末裔。ウータイの領主である父のゴドーに反発していたが、後に和解。セフィロスを倒した後はWRO（世界再生機構）に所属。クラウド以上に乗り物酔いがひどく、ハイウインドの中では常に辛そうにしているが、『DC FF VII』ではある程度慣れている。「しゅしゅしゅ!」と言いながら拳で風を切るのがクセ。一人称は基本的に「アタシ」だが、自分の名前で「ユフィ」または「ユフィちゃん」と言う事もある。
最初は森の中で主人公らに戦いを挑むが、敗北して仲間になる。ただし、勝ったあとの会話で正しい選択肢を選び続けないとパーティのギルを盗んで逃げる。仲間にしなくても物語をクリアしてしまうことが可能であるが、ウータイに近いほどエンカウント率が上昇するため物語が進むほど遭遇しやすくなる。神羅嫌いという点では仲間に同調しているが、当初の目的はクラウド一行の持つマテリアをネコババすることであった。しかしマテリア集めにも彼女なりの理由があり、マテリアの力で故郷に再び誇りを取り戻したいと、後述のウータイのイベント中にクラウド達に打ち明けている。
ウータイに行く道中に仲間からマテリアを盗んで逃走する。仲間を翻弄して逃げ回っている途中、神羅に追われてウータイに逃げ込んでいたドン・コルネオに捕まってしまう。捕らわれの身となったユフィは、コルネオの趣味でダチャオ像に磔の刑にされ、さらには人質として逆さ吊りにされてしまうが、最終的には主人公らとタークスによって無事救出される。助けてもらった後は半ば強引に仲間に戻るが、マテリアを奪い取るという目的は変わらず、最終決戦前に戦いが終わった後、全てのマテリアを自分に譲る旨の誓約書へのサインをクラウドにねだったりしている。なお、大空洞で彼女を単独で行動させると道中のアイテムをネコババされる。
裾が短く袖のないセーターに短パンという動きやすい服を着ている。彼女の靴下は、『FF VII』発売当初に女子高生の間で流行っていたルーズソックスに似ている。後年の作品では時代と共に衣装にも変化が現れ、『FF VII AC』ではブーツを、『KH』ではニーハイソックスを履いていたが、リメイクである『FF7R』では当時に準拠したデザインに戻っている。
ウータイでマテリアを盗んだり、コスタ・デル・ソルでバイトの売上げを盗んだり、大空洞での分岐ルートで拾ったアイテムの持ち逃げを企んだり（その時のパーティーの組み合わせによっては実際に持ち逃げされる）と狡賢い一面が目立つ。一方で、エアリスのイベント時に際に泣き崩れたり、シスターレイでの宝条戦後に優しいセリフをかけたり、歳相応の女の子らしい優しさやかよわい一面も持っている。デートイベントでは頬にキスをするシーンもある。
ヴィンセントと同じ隠しキャラクターで、加入が任意。仲間にせずにストーリーを進めることも事実上可能。そのため、『FF VII』のEDムービーにはヴィンセント共々登場しないが、『DC FF VII』では彼と共にミッドガルで救助活動を行っていたことになっており、DCのストーリー中でも共に行動する描写が多く見られる。『CC FF VII』では、幼い頃にウータイ戦役に参加していたザックスと出会っている。その後ミッションモードでは執拗にザックスの宝を付け狙うがことごとく失敗しており、後にクラウド達に見せるしたたかさはこの頃はまだ見られない。また、セーブポイントを利用したアイテム奪取はこの時期に考案されたもの。
武器は大きな手裏剣。リミット技は一つを除いて全て四字熟語になっている。『エアガイツ』では格闘もこなしている。
KHシリーズにも登場し、クラウド、エアリス、シド、レオン（スコール）と同郷という設定になっている。『KHII』では共闘できる場面もある。
『エアガイツ』に登場した『FF VII』キャラクターの中では現在に至るまで唯一声優が変更されていない。

### ケット・シー (Cait Sith)
- 4歳 出身地不明 100cm
- 一人称「ボク」。二人称「あなた・あんた」
- 声 - 石川英郎

自称占いマシーンの黒猫のぬいぐるみ型ロボットで、普段はデブモーグリのぬいぐるみの上に乗っている。『FF VII AC』ではレッドXIIIに乗っている。武器はメガホンだが実際に殴るわけではなく指令を行ってデブモーグリに攻撃させるため、メガホンの性能が良いほど比例的に攻撃力が上がる。関西弁のような口調で話し、普段の態度から軽そうに見えるが、言葉の端々に誠実で良識的な性格が垣間見えている。
彼の占いは、デブモーグリを揺らすと結果が見えるような仕様になっている。クラウドにセフィロスの行方を占った際には、「対象には会えるが引き換えにもっとも大切なものを失う」という結果を出した。また、エアリスにクラウドと自分の将来を占うよう頼まれた際には、「二人の持つ星の相性は最高」だと占い、仲人をやると立候補までしている。説明書によれば「占いの結果はかなりいいかげん」。
「古代種の神殿」のイベントで黒マテリアを入手する際に、誰かが犠牲にならなければならなくなり、自らその役を買って出たこともある。それ以降は2号機が行動している。機体はこの2機の他にもたくさん存在しているようであるが詳細は不明。
実は神羅カンパニーの都市開発部門総括であるリーブ・トゥエスティが「インスパイア」という無機質物質に命を吹き込んで操る特殊能力で遠隔操作を行っており、クラウド達と行動を共にしたのも、当初はスパイ目的であった。しかし、クラウド達の思想に共鳴した事によって、神羅の情報をクラウド達に流す逆スパイとして活躍するようになる。
神羅の幹部中、良心を持つ数少ない人物であり、神羅打倒のためには手段を選ばないバレットのやり方に当初から疑問を感じており、終盤での「多少の犠牲は仕方なかった」という旨の発言に対して怒りを露にし、「アンタにとっては多少でも死んだ人にとっては、それが全部なんやで」とバレットを非難した。
原作においては、他のキャラクターと違い、リミット技はレベル2までしかない。そのため究極リミット技が無い。
『CC FF VII』ではデジタル・マインド・ウェーブ (DMW) のリミット技にも登場している。また、都市開発部門のリーブらしき人物も登場する。

### ヴィンセント・ヴァレンタイン (Vincent Valentine)
- 27歳（外見年齢。実年齢は50代半ば?） 出身地不明 血液型:A型 184cm
- 一人称「私」。二人称「君・お前」
- 声 - 中田和宏（PS版エアガイツ）→鈴木省吾（FF VII AC以降）

『DC FF VII』の主人公。ニブルヘイムの神羅屋敷の地下に眠っていた、元タークスのガンマン。

### シド・ハイウインド (Cid Highwind)
- 32歳 ロケット村在住 血液型:B型 178cm
- 一人称「オレ様」。二人称「お前・あんた」
- 声 - 山路和弘

伝説的な飛空艇のパイロット。神羅カンパニーの宇宙進出計画に当たっており、宇宙ロケット「神羅26号」の搭乗員を務める予定だった。ロケット発射が失敗に終わった後も宇宙への思いをはせ、日々神羅26号の整備を行っている。
立場上、神羅側の人間ではあるが、本人はあくまで夢のために神羅に所属しているというスタンスを崩さず、立場にしがらみを感じることは無い。口は悪いが強い信念を持っている。年齢不相応に貫禄があり、オヤジじみたべらんめえ口調の上、人情もろく短気で江戸っ子のような性格である。30代前半でありながら何かと相手の若さを引き合いに出して自身を年寄り扱いするが、そのような言動には彼自身の若さが現れている。神羅26号計画当時からの女性助手シエラと同居しているが、あくまで助手であって妻ではない（FF VII本編当時、シド自身が激しく否定している）。
飛空艇の名は彼の姓からとった。また、村民や飛空艇乗組員からは大いに慕われており、クラウドやティファが不在の折には、バレットに頼まれてパーティーのリーダー代理を務める。武器は槍。腹を突き出す走り方をする。
『FF VII AC』では新型飛空艇シエラ号と共に登場する。名前の由来は同居人の「シエラ」から。シエラとは『VII』本編では宇宙船打ち上げ失敗の件で険悪な仲であったが、打ち上げ失敗の真相に気づいた後に和解し『DC FF VII』の時点で結婚している。
KHシリーズにも登場し、こちらの年齢設定は42歳。クラウド、ユフィ、エアリス、スコールと同郷という設定であり、彼らの育ての親となっている。ラクダのシャツにステテコと腹巻という格好になっている。
『CC FF VII』では名前のみ登場している。

## ソルジャー
セフィロス (Sephiroth)
声 - 三木眞一郎（PS版エアガイツ）→森川智之（FF VII AC以降）、梅原裕一郎（少年時代）
ソルジャークラス1st。かつて「英雄」「神羅カンパニーにこのソルジャーあり」と言われた男。本作最終ボス。身長はFF7オリジナル版では180cmだがリメーク版だともう少し高く見える。

ザックス・フェア (Zack Fair)
声 - 佐々木望（PS版エアガイツ）→鈴村健一（FF VII AC以降）
『LO FF VII』および『CC FF VII』の主人公。ソルジャークラス1st。クラウドの親友であり、エアリスの初恋の相手だった人物。身長173cm。

## 神羅カンパニー関係者

### 幹部メンバー
プレジデント神羅 (President Shinra)
声 - 若山弦蔵
物語開始時点では神羅カンパニー社長。表向きには福祉などにも理解を示す穏健な指導者という面を見せている。しかし、実際は利益を上げるためには手段を選ばず、邪魔者は無関係の人間を巻き添えにしてでも排除するという冷酷非道な性格。物語中ではテロリストの排除を名目にスラム街に第七プレートを落下させて、街ごと全滅させるという暴挙に及ぶ。その後、物語序盤にて本社ビル社長室でセフィロスの姿を模したジェノバに殺害される。
ルーファウス神羅 (Rufus Shinra)
声 - 大川透
プレジデント神羅の息子。プレジデント神羅の死後、即時社長の座を引き継ぐ。金の力で人心を得ようとした父とは方針の相違があり、父は金で支配していたが自分は恐怖で支配すると述べ、社長就任後の彼の行動にも表れている。ただ、社長就任以前は父から左遷される形でコスタ・デル・ソルでのバカンス三昧の生活を半ば強いられていたようで、彼を知る者たちからは「ボンボン」などと軽薄なイメージで見られていたらしい。戦闘力も高く、初登場時はクラウドと1対1で戦い引き分けに終わった。武器はショットガン系の銃。
父譲りの冷酷さと父親以上の実力主義者で、結果を出せないハイデッカーを冷遇するなどしているが、本当に部下を切り捨てたり父のような非道に及ぶ事はしていない。『FF VII』では、社長室にて対ダイヤウェポン戦の作戦指示中にウェポンの射撃攻撃を受けて爆死したと見られ、以降は登場しなくなる。しかし『FF VII AC』で再登場し生存が判明した。ただし、ウェポンの攻撃による後遺症か、『FF VII AC』では車椅子にのって登場し、また星痕症候群を患っている。この経験が人生観に変化をもたらしたようで、以後は「世界に借りを返す」という目的のもとに行動し、カダージュ達からジェノバを渡すよういわれてもごまかし続ける。
リーブ・トゥエスティ (Reeve Tuesti)
声 - 銀河万丈
都市開発部門総括。優れたエンジニアでもあり、ミッドガルの魔晄炉の設計なども手がけている。誠実実直な人柄ゆえ、奇人ぞろいで強硬な幹部の中では影が薄く、数少ない良識派であるにも拘らず、幹部会の発言権は低い。そのため、神羅カンパニーの暴挙に対しては常に反対しているが、その行動が実ったことは皆無である。しかし、能力は評価されている様で、魔晄料金値上げの差額はリーブとスカーレットに配分されているが、既に都市開発をする見込みはないため幹部からは冷遇されている。一方で構想段階から見守り続けてきたミッドガルへの愛着は誰よりも深く、反神羅を名目とした破壊活動で多くの市民を犠牲にしたバレットに怒りを見せている。
無機物に一時的な命を与える「インスパイア」という異能力を持ち、その能力とリーブ自身の母語である関西弁のような言葉を使ってケット・シーを操っている。この関西弁が地の言葉遣いであるため、極度に興奮すると本人も関西弁になる。また彼自身は優れた占い師であるらしく、『BC FF VII』では占いである程度の未来を予知する描写がある。ただし占いの結果に関しては「いい加減」とのこと。当初は不本意ながらもマリンとエルミナを人質に取ってケット・シーを通してスパイとしてクラウドたちに接していたが、クラウドたちの思想に共鳴し逆スパイとして神羅の情報を流すようになる。しかし、ルーファウスたちを誤魔化すことはできなかったらしく、ケット・シーが「会議に参加させてもらえない」と愚痴っていた。
終盤、ハイデッカーたちの行動に反発して捕われの身になるが、最終決戦時にはミッドガルの市民を避難させていた。ケット・シーの正体であることは終盤でボロを出してしまう以前から仲間たちにバレていたようである。セフィロスを倒したあとは、WROの代表となる。フルネームは『DC FF VII』で明かされた。『DC FF VII』では本体でDGを撃退している。
ゲーム内のとある場所で彼の両親を見ることができる。このことから家族思いであると窺える。また小説『On the Way to a Smile』のデンゼル編で母親が登場しデンゼルを助けてしばらくの間一緒に生活しているが、人物像や時系列、状況などは前述の両親とは異なる。
ハイデッカー (Heidegger)
声 - 長克巳
治安維持部門総括。タークスやソルジャーたちを配下に持つ神羅カンパニーの軍事力を統括する。貫禄を感じさせる外見とは裏腹に、性格は卑屈。無能かつすぐ部下にあたるので上からも下からも人望は薄い。プレジデントの時代では片腕として権勢を誇ったが、彼自身の判断力が試されたケースは少なかったらしく、ルーファウスの下で失態を繰り返してしまう。笑い声は「ガハハ!!」
終盤、魔晄キャノンに乗り込んできたクラウド達を抹殺する為にウェポン対抗兵器「プラウド・クラッド」にスカーレットと共に乗って戦うが、敗北し爆死した。
スカーレット (Scarlet)
声 - 勝生真沙子
兵器開発部門総括。一人称は「私」。鋭いヒールシューズに黒ストッキング、露出度の高い真っ赤なドレスを華麗に着こなし、美貌を保つことに余念がない。神羅カンパニーの屋台骨である兵器開発部門の責任者だけあり、能力は高いが性格は残酷で自己顕示欲が強くプライドが高く、己の失態の発覚を極度に嫌う。その性格ゆえ、コレル村に建造した魔晄炉が事故を起こした際、村に責任をなすりつける形で焼き払った過去がある。笑い声は「キャハハ!」。仕事の内容上、ハイデッカーとタッグを組む事が多く、ケット・シー（リーブ）に「ガハハハとキャハハの二人組」と呼ばれている。中盤ではティファと壮絶なビンタ合戦を繰り広げた。その際にティファからは「年増女」呼ばわりされた。
終盤、魔晄キャノン（シスターレイ）の発射を阻止するべく乗り込んできたクラウドたちと交戦。ハイデッカーと同じくプラウド・クラッドに乗ってクラウド達の抹殺を図るが、敗北しハイデッカーともども爆死した。

宝条 (Professor Hojo)
声 - 野沢那智（DC FF VII・CC FF VII・LO FF VII）→千葉繁（FF VII R1以降）
科学部門総括で、セフィロスの実父。『FF VII』シリーズのほとんどの事件に何らかの形で関わっている。
知識欲や研究欲の権化のような人物であり、それ以外のことにはほとんど興味を示さない。研究のためならば人の命すらなんとも思わずに研究材料として扱う、危険な思想を持ったマッドサイエンティスト。笑い声は「クックック……」だが、狂気があらわになると「クァックァックァ!」や「ヒィーッヒッヒ」といった哄笑に変化する。
かつて、ガスト博士に師事し、ルクレツィアと共に彼が提唱した古代種を蘇らせる「ジェノバ・プロジェクト」に参加していたが、自身の科学者としてのセンスの無さを自覚し、天才であるガスト博士に対して強い劣等感を抱いていた。ルクレツィアが身篭った自分の子供（セフィロス）に対しては歪んではいるものの愛情を持っていたようだが、父親であることを明かすことも、父親として接することもなくセフィロスからは「コンプレックスの塊」と嫌われていた。『CC FF VII』では発足から20年以上で現在使っているシャンプーまで網羅する最古参のファンクラブ「セフィロスプレミアムファンクラブ」の会長『H』が会員に宛てたメッセージにて彼らしき言動をしている。
ジェノバが古代種ではないと判明したためガスト博士が神羅カンパニーを去った後、ガスト博士を継ぐ形でジェノバ・プロジェクトの責任者となり、ジェノバの利用方法の解明と本物の古代種の捜索も行っていた。ジェノバ細胞と魔晄を用いて強化した人間「ソルジャー」や、ジェノバ細胞のリユニオン仮説の証明のための実験体「セフィロスコピー」なども彼の研究開発の一環である。古代種という種の保存、再生の為ならば、たとえ異種であろうが交配させて種を残そうとする事もある。
『FF VII』終盤で、ミッドガルの被害も考えず魔晄キャノンを使ってセフィロスに魔晄エネルギーを送ろうとする。それはセフィロスに対する親心や償いなどではなく、研究者としてセフィロスの行方を見たいがためである。それを止めに来たクラウドたちと交戦するため、自身にジェノバ細胞を移植する。更に追い詰められ魔晄ジュースを服用し、ほとんどモンスターのような姿の「ヘレティック宝条」「極限生命体宝条NA」と化してクラウドたちに襲い掛かるが敗れ、死亡する。この戦闘では3連戦となっている。『DC FF VII』にてネットワーク内で断片として精神のみ生き残り、ヴァイスの体を乗っ取ってヴィンセントと対峙するが、ヴァイスの精神力に敗れ消滅する。
パルマー (Palmer)
声 - 龍田直樹
宇宙開発部門総括。短躯で肥満体型の中年男性。神羅の幹部の中では最年長だが、貫禄が無く子供の様な奇妙なしぐさが多い。かつて神羅カンパニーは宇宙開発に力を入れていたが、後に見向きもしなくなる。斜陽産業の統括者という立場であるため発言権は低く、また彼自身も能力は低い。ラード入りの紅茶が好きで極度の肥満体。シドとは旧知の仲で「ふとっちょパルマー」と呼ばれている。笑い声は「うひょひょひょひょひょ!」
中盤において、クラウドたちと戦闘になる。武器は「魔晄銃」で、ファイラ、ブリザラ、サンダラのいずれかをランダムに発射する。この魔晄銃以外の攻撃手段は持っておらず、エネルギー (MP) が切れると笑い声を上げながら尻を叩いて挑発する以外の行動を取らなくなる。この戦闘において敗北しかけると逃亡しようとしたが、突っ込んできた神羅のトラックに轢かれる。それ以降は戦うことはない。
その後はミディールを飛び立った後の飛空艇ハイウィンドの中で、ケット・シーが逆スパイとしてシドたちに見せた映像の中に、ヒュージマテリアの回収についてルーファウスたちと話し合っているハイデッカーの左隣にその姿があり、後のロケット発射シーンでも台詞のみが登場する。ルーファウスとリーブ以外の神羅上層部のメンバーの中では、唯一死亡した描写がない。

### 特殊工作部隊タークス
英語表記は"Turks"。正式名称は「神羅電気動力株式会社総務部調査課 (Investigation Division of the General Affairs Department of the Shin-Ra Electric Power Company) 」。ソルジャー候補者集めをはじめ、情報収集や暗殺まで、幅広い任務をこなすエリート社員集団。外見上は普通の人間で、黒スーツという軽装備だが、各メンバーとも驚異的な戦闘力を持つ。ストーリー中は何度となくプレイヤーの前に現れて戦闘が発生する。ヴィンセントも過去はタークスに所属していた。
元々メンバーは14人程いたが、『FF VII』の約2ヵ月前にあたる『BC FF VII』のラスボス戦の直後にメンバーの大半が死んでしまい、『FF VII』開始時では僅かに残っていた3人、後に加わった新人のイリーナをあわせた4人で活動している（実際は『BC FF VII』の主人公達は全員生きていたが、その時は本社からの命令を無視し、神羅と対立していたタークスを存続させるかどうかのいざこざがあった為に表に出て来られず、元主任ヴェルドのもとで密かに活動していた）。
組織上はハイデッカーの指揮下にあるが、『BC FF VII』では、タークスメンバーのハイデッカーに対する信頼の薄さが描かれている。一方で、タークスの存続をプレジデント神羅に進言してくれたルーファウス神羅に対する忠誠心は篤い。
ツォン (Tseng)
声 - 諏訪部順一
『FF VII』でのタークス主任。一人称は「私」。メンバーを信頼し、組織内での信用度も高い。任務の関係上、エアリスとは彼女が幼い頃からの顔なじみであり、余計な口を利こうとした彼女を叩くなど非情に振る舞いつつも、実際は任務の対象として以上の複雑な感情を抱いている。またエアリスも幼少時から知るツォンに対しては、敵と認識しながらも割り切れない気持ちはあった。古代種の神殿でセフィロス（ジェノバ）に刺され、その後脱出した描写や出番がなく死亡したとも思われた（イリーナが彼が死んだとも受け取れる発言をしている）が、『FF VII AC』では生存が確認され、イリーナと一緒にルーファウスを助ける描写がある。『FF VII』では戦闘シーンは見られないが、『BC FF VII』では戦闘イベントがある。また同作の特別章で操作できるほか、トレーニングメニューで対戦することができる。武器は拳銃。『BC FF VII』および『CC FF VII』『LO VII』では髪を結わえているが、『FF VII』本編の時期では解いている。
レノ (Reno)
声 - 藤原啓治（FF VII R2まで）
タークスのメンバー。タークス1のスピードの持ち主。一人称は「俺」。独特の雰囲気があり、スーツを着崩した不良のような出で立ちをしている。口癖は「〜だぞ、と。」。自らの仕事に美学を持っており、どんな任務でも冷酷にこなす。ビジネスとプライベートを割り切り、休暇中であればたとえ敵を目の前にしても一切関知しない。後輩のイリーナの談によると他人の恋愛事を詮索するのが好きとのこと。武器は電磁ロッド、必殺技は「タークス光線」（後に「ネオ・タークス光線」にパワーアップした）。
『FF VII AC』ではかなり出番が多く、ルードと共にロッズ、ヤズーと交戦した。『BC FF VII』時代は頭にお下げの部分は無かった。また同作の特別章で、この頃とほぼ同時期の設定の物語である『CC FF VII』でジェネシスが発生させた事件の調査をルードと共に行っており、その際にザックスとも対面している。
なお、KHシリーズにアクセルというレノに酷似したキャラクターが登場するが、これは製作者の意図的なものであるため、本編のレノとの直接的な関係は無いとされている。
ルード (Rude)
声 - 楠大典
タークスのメンバー。タークス1のパワーの持ち主。忠実に仕事をこなす。一人称は「俺」。寡黙で口下手、スキンヘッドにサングラスという強面な風貌から誤解されやすいが、仲間想いで真面目な性格。レノと行動を共にすることが多い。ティファが好きで、戦闘中も彼女には攻撃をしない。格闘家で、必殺技は「地走り」。『BC FF VII』時代はまだヒゲを生やしていない。この頃、宿敵であった「アバランチ」の女性と交際したことがある。
『FF VII』では、仕事の合間を縫ってジュノンにあるスキンヘッドの同志会に参加していた。
『FF VII AC』ではレノに電磁ロッドで殴られたり、サングラスを踏まれたりするなど、少し不運なところがある。
イリーナ (Elena)
声 - 豊口めぐみ
タークスの紅一点で、『FF VII』ではレノの負傷によってタークスに任命されたばかりの新人。一人称は「私（但し、『FF7 リバース』では「わたし」）」。ツォンに好意を持つ。生真面目で、サボっているように見えるレノたちと対立することがあるが、その反面おっちょこちょいで、うっかり口を滑らせて重大な情報を漏らしてしまう癖がある。要所要所でクラウドたちの前に現れ、前述のような甘さをコミカルに見せていたが、ツォンが負傷したことでクラウドたちを逆恨みし、雪山のロッジで単身襲いかかってくる。この時、素早くコマンドを入力すると彼女の攻撃を避けられ、イリーナは坂道を転がってどこかへ行ってしまう。しかし避けなかった場合は、クラウドを殴り倒した後、わざと避けなかったと見て手を出すことなく立ち去った。
終盤の神羅ビル突入作戦では、既に神羅が崩壊状態と自覚しつつも、レノとルードと共にクラウド達の前に立ちはだかる。敗北後は負けを認めて去って行くが、ウータイの一件を経ていた場合、選択肢次第で戦闘を回避可能。
『BC FF VII』では、軍事学校時代のイリーナが登場する。優秀だった姉がタークスメンバーであり、姉に対するコンプレックスでタークスを毛嫌いしていたが、ある事件からタークスに憧れるようになる。タークスのメンバー内では『BC FF VII』から本編にかけての変化が一番大きく、『BC FF VII』時代はツインテールとセーラー服で登場する。

### その他の関係者
ガスト・ファレミス (Gast Faremis)
宝条の前の神羅カンパニー科学部門統括で、ジェノバ・プロジェクトチームの元責任者。太古の地層からジェノバを古代種と勘違いして発掘し、ジェノバ・プロジェクトを開始する。実験体となったルクレツィアの変貌によって自説の間違いに気づき、神羅を抜けてアイシクルロッジへ身を隠した。その地で古代種の末裔であるイファルナと結婚し、娘のエアリスをもうけるが、彼を追っていた宝条と神羅兵に捕捉され、抵抗したため神羅兵に殺害される。
ルクレツィア・クレシェント (Lucrecia Crescent)
声 - 夏樹リオ（DC FF VII）
ガスト博士の助手をつとめていた女性科学者で、ヴィンセントの思い人。セフィロスの実母であり、ジェノバ・プロジェクトの人体実験の影響で歳を取らなくなっている。宝条がガスト博士へのコンプレックスに悩まされていたのを見て彼を守りたいと思い、ヴィンセントの想いを振り切った。その後、実験による体調の変化と、生まれたばかりの息子を宝条に取り上げられてしまったことで精神的に追い詰められ、ヴィンセントが目覚める前に失踪してしまった。その後は人里離れた祠でただ佇んでいたが、ヴィンセントと再会すると息子を哀れに想い、罪悪感を抱いている旨を口にする。外の世界の現状は何も知らず、息子の生死すらも判らなかった。セフィロスについてヴィンセントに尋ねるも、真実を伏せた彼に「セフィロスは死んでしまったよ」と告げられる。その後、時間を置いて再び訪れた時にはヴィンセントの武器とリミット技を残し、姿を消していた。
『DC FF VII』では大幅に設定が拡張されており、宝条によって死に掛けていたヴィンセントを救いたいと思う一心で、昏睡状態に陥っていた彼に「カオス」とそれを抑制する「エンシェントマテリア」を体に宿させて命を繋いだとされた。また、自身の限界を悟った彼女は失踪する前に記憶を断片化させてネット上に流しており、DGとの戦いに身を投じるヴィンセントの前に、記憶が断片と化した幻となって現れる。本来の彼女は祠の中央のマテリアの中で自身を封印して眠りについており、精神は既に壊れてしまっているが、幻のルクレツィアとして「ヴィンセントに生きて欲しかった」という伝えられなかった想いを伝えた。本編では彼女がヴィンセントに対して恋愛感情を持っていたかは謎だったが、『DC FF VII』では内心で本人でも気づかないうちにヴィンセントに惹かれていた事が明かされた。ヴィンセント曰く「一方的」「思い込みが激しい」との事。『DC FF VII』ではヴィンセントと彼の父親との過去やフルネームが明かされた。
PS版エアガイツではヴィンセントの技の1つ「ルクレツィアリグレット」として名前が入っている。
ドミノ (Mayor Domino)
声 - 清川元夢
表向きはミッドガルの市長を務めているが、権限はほとんど持っていない。神羅カンパニーからは冷遇されており、神羅ビルの資料番のような扱いをされている。自身の立場に不満を持ち、日々資料室の資料を入れ替えることで憂さ晴らしをしている。クイズ好きで、キーアイテムと引き換えに主人公たちにクイズを出してくる。「ミッドガル＝腐ったピザ」と形容していた。メテオ後は資料室からいなくなってしまうため、所在は不明。
ハット (Deputy Mayor Hart)
声 - 村治学
ドミノ市長の助役。市長の悪態に困っているものの、自身も神羅に対する不満があるようだ。前述のクイズに対してヒントを与えてくれるが、代わりに金を要求する。
神羅課長 (Shinra Middle Manager)
声 - 花輪英司
神羅に長年勤務していた課長。ミッドガル勤務で勤勉な神羅社員を自称し、電車内でクラウド達と遭遇した際には縮こまりながらも席を譲らなかった（内心では彼らに絡まれたことを自慢しようとしていた）。ジュノン支社やコスタ・デル・ソルにも出張しているが、出張先のホテルが話と違う安宿であるなど待遇が悪く不満を募らせ、コスタ・デル・ソルではヤケクソになって「こんな会社やめてやる」「ハイデッカーのバカヤロウ」「ルーファウスのかっこつけやろう」などと海に向かって叫んでいた。メテオ後は大型キャノン「シスターレイ」をミッドガルへ移設するために再度出張したが、業務終了後に本社から「戻ってこなくていい」とリストラにあい、ジュノンのホテルでふて寝している。会話時の表示名も「まどぎわ神羅課長」「もえつき神羅課長」と移り変わる。

## アバランチのメンバー
ビッグスとウェッジ (Biggs and Wedge)
声 - 阪口周平（ビッグス）、淺井孝行（ウェッジ）
アバランチのメンバー。ウェッジは語尾に「っす」をつける癖がある。一人称のビッグスは「俺」、ウェッジは「オレ」である。ビッグスは真面目なしっかり者だが、内心ではバレットに不満も抱いている。酒癖が悪く、酔うと態度が大きくなる。ウェッジはふくよかな体型でユーモラスな性格。気弱ながらクラウドに積極的に話し掛け、その気持ちを汲み取ろうと努めている。七番街プレート落下により二人とも死亡する。
ビッグス&ウェッジのコンビは、ファイナルファンタジーシリーズの他の作品にも端役として登場する（設定やキャラクターは毎回異なる）。
ジェシー・ラズベリー (Jessie Rasberry)
声 - 森谷里美
アバランチの女性メンバー。主にメカに強く解錠から爆薬の調合まで技術面を手広く担当するが、失敗も多い。一人称は「私（『FF7 リメイク』では「わたし」となっている）」。自身の苗字はリメイクで判明。クラウドの冷ややかな反応を好み、彼に対し好意を持っていた。口癖は「う・か・つ」。七番街プレート落下により死亡する。

## その他の人々

### ミッドガルの住民
マリン・ウォーレス (Marlene Wallace)
声 - 黒葛原未有（FF VII AC）→諸星すみれ（FF VII ACC）→梅﨑音羽（リメイク）
バレットの娘。ミッドガルの「セブンスヘブン」で彼やティファ達とともに生活していた。幼くも芯が強く、しっかり者で、バレット達の留守中の間は「セブンスヘブン」を守っていた。また、『On the way to a Smile』のティファ編ではクラウドやティファの抱えている不安を看破したほどに他人の心情の変化に鋭い一面ものぞかせた。
実はバレットの実子ではなく、本当の父親はダイン。生まれて間もない頃に故郷コレルが神羅の襲撃により壊滅した後、彼女だけが奇跡的に生き残り、村に引き返したバレットに助け出されて、そのまま彼に引き取られた。物心が付く前の出来事であるため、バレットが養親であることも実の両親の顔も知らない。
クラウドに対しては最初人見知りをしてあまり寄り付かなかったが、次第に懐いていき、エアリスの家で彼女との出来事を彼に真っ先に話した。エルミナの発言からしてエアリスとは七番街プレート落下直前に「セブンスヘブン」からエアリスの家まで避難するまでの間に話（主にクラウドの事）をした時しか接点がなかったものの、彼女の事を「お花のお姉ちゃん」と呼んでいたり（ただし、シナリオ序盤ではそのまま「エアリス」と呼んでいた）、『FF VII AC』のナレーションで「私の大好きな人」と発言している事からその短期間の間に親しくなったようだ。
『FF VII』と『FF VII AC』ではエアリスとホーリーの気配をいち早く察知している。
『FF VII』の後の彼女は、クラウドとティファ、デンゼルと共にエッジで生活している。
バレットの養子ということでウォーレス姓となっているが、『FF VII』では「マリン」としか明記されておらず、『FF VII AC』で正式なフルネームが明かされた。
エルミナ・ゲインズブール (Elmyra Gainsborough)
声 - 高島雅羅
エアリスの養母。スラムの駅で夫の帰りを待つ際、母を失ったエアリスと七番街駅で出会い、エアリスを引き取る。神羅兵だった夫はウータイ出征で戦死した。イファルナの遺言を聞いて、エアリスには残酷な運命が待ち受けていることを感じ取った。フルネームは『On the Way to a Smile』のティファ編で明らかになった。
ドン・コルネオ (Don Corneo)
声 - 多田野曜平
ミッドガルのウォールマーケットを牛耳る男で異常な好色家。興奮剤を愛用している。口ぐせは「ほひ〜」だが、ピンチになるとキレて口調が荒々しくなる。居宅には「古留根尾」「終魔胃」「業座」「尾試留古」「ぷう」などと書かれた奇妙な掛け軸や衝立がある。ウォールマーケットから「今夜のお相手」なる美女を探しては屋敷に招いている。作中では女装したクラウド、エアリス、ティファの中から選ぶが、プレイ次第で誰が選ばれるか変化する。クラウド達に脅された末に七番街支柱爆破計画を漏らしたことからタークスにマークされ、後にウータイで再び一行と対峙。今度はイリーナとユフィを攫うが、最後はレノによりダチャオ像から落とされる。魔物の「アプス」と「ラプス」をペットとして飼っていた。
本編では以後登場せず死亡したかのように描かれているが、小説『ファイナルファンタジーVII外伝 タークス～ザ・キッズ・アー・オールライト～』では生存が明かされる。
ソッチ&コッチ (Scotch and Kotch)
声 - 北村謙次（ソッチ）、木村昴（コッチ）
ドン・コルネオの部下の2人組。
ジョニー (Johnny)
声 - 加瀬康之
7番街スラムに両親と暮らしていた青年。密かにティファに片思いし、セブンスヘブンに通っていた。それだけにクラウドにはきつく当たる。クラウド達の出発と同時期に「男を磨くため」に旅立ち、その後各地でクラウド達と再会するが、最終的にはコスタ・デル・ソルで恋人と同棲することに。その後も恋人との関係は良好ながら自分に自信が持てず悩み続けていたが、メテオ発動後はプロポーズに成功し、最終的に彼女と共に生き延びて所帯を持つことを決意する。
小説『On the Way to a Smile』ではエッジで「ジョニーズヘブン」という店を開く。
ムッキー (Mukki)
ウォールマーケットにある「蜜蜂の館」の従業員。筋肉質な肉体を持つ。同じように筋肉質な男性従業員を集めて「ムッキーの青春サークル」なる団体を主宰している。後にコスタ・デル・ソルを気に入り、腰を落ち着ける。

### ミッドガル以外の者たち
シエラ (Shera)
シドと共にロケット事業に携わっていた女性メカニック。眼鏡を着用している。シドより2歳年上。日常的な作業が遅いので日ごろからシドに怒鳴られているが、整備士としては有能。控えめな性格だが芯は強く、正しいと判断した事は黙々とやり通そうとする。かつてのロケットの打ち上げの際にも整備を担当していたが、前述の性格故に無断で危険領域で最後まで残って整備を続けていたため、彼女の命と宇宙の夢を天秤に架けられたシドが緊急停止ボタンを押す羽目になった。その後、宇宙開発計画は中止になり、自身の行動がシドの夢を潰したという負い目から彼に辛く当たられても献身的に世話を続けていた。後のロケット再打ち上げの際に彼女が最後に確認しようとしていた場所が破損し、シドも彼女の杞憂が間違いでなかったことを認めた。『FF VII』本編の時点ではシドの同居人だが、『DC FF VII』では結婚している（『FF VII』でクラウドはシドとシエラは夫婦だと勘違いしており、シドが仲間になる際、「奥さんは放っておいていいのか」との質問に「あんなのが女房な訳がねぇ」とはっきり否定していた）。
また『FF VII AC』などに登場する新型の飛空艇「シエラ号」の名前は彼女の名前に由来する。
ローシャ・ザンガン (Rashard Zangan)
声 - 藤岡弘、
ザンガン流格闘術を使う、ティファの師匠。各地に弟子が128人おり、放浪の旅をしている。五年前にニブルヘイムを訪問してティファの才能を見抜き弟子にした。ニブルヘイム焼き討ち事件の際、セフィロスを追って魔晄炉に向かうがそこで重傷のティファを発見し、神羅の人間達が魔晄炉に現れた為にやむなく彼女だけを連れ出し、ミッドガルの医者に託した。その後はセフィロスを倒すべく行方を追っていたが手掛かりが掴めず、何事も無かったかのように再建されたニブルヘイムを訪れた事でショックを受け、ティファへの手紙をピアノに隠した。『FF VII』の時期には老いのために既にジャンプすら出来ないらしく、弟子のティファの前には姿すら見せなかった。『FF VII』シリーズのいずれにもティファ以外の弟子は登場しない。
当初はニブルヘイムにてティファと再会するイベントが挿入されるはずだったが没になった。この中でティファがニブル事件で助かった理由やその後の経緯が詳しく語られるはずであった。
ダイン (Dyne)
声 - 津田健次郎
バレットの親友でマリンの実父。コレル村の魔晄炉建設をただ一人反対していた。コレル村が神羅に襲撃された時にスカーレットに左腕を撃ち抜かれて崖から転落するも、奇跡的に生還した。その後、家族を失ったことから心を闇に染め、左腕を銃に換え、コレルプリズンを裏で仕切るようになり、気に入らないコレルプリズンの囚人を有無を言わせず撃ち殺すという一種の恐怖政治を敷いた。後にバレットと再会し娘のマリンの生存を聞かされるが、正気を失っていたダインは、マリンを亡き妻エレノア (Eleanor) の元へ道連れにしようとし、バレットに戦いを挑む。一騎討ちに敗れた後、「マリンを抱いてやるには俺の手は汚れ過ぎた」と言ってバレットにエレノアの形見のペンダントとマリンを託し、自ら命を絶った。ゴールドソーサーの闘技場を襲撃する事件も起こしているが、殺したのは神羅兵だけでそれ以外の職員は負傷こそさせたものの命までは奪わなかった。
ディオ (Dio)
声 - 山寺宏一
巨大アミューズメント施設・ゴールドソーサーの園長。筋肉ムキムキで常にパンツ一枚の格好で歩き回っている。園内に闘技場を設置するほど熱い闘いを好むが、バギーやキーストーンなど数々の貴重な品を所持する収集家でもある。クラウドのことは「少年」と呼び、大層気に入っている。見た目に反して園長としては真面目で、メテオによって世界中が絶望に陥る中、ゴールドソーサーの営業を続けるかどうか悩むが「こんな時だからこそ、ゴールドソーサーは必要なのではないか」と営業を再開する。経歴は不明だが、波乱万丈の人生を送って来たとされる。
ブーゲンハーゲン (Bugenhagen)
声 - 多田野曜平
齢「ことしで130」というコスモキャニオンの長老。レッドXIIIから「じっちゃん」と呼ばれている。星命学に精通しており、クラウドたちに星やライフストリームの秘密を語る。レッドXIIIの父セトの真実を知る人物でもある。一方で機械好きでもあり、普段は半球状の小型円盤に乗り移動、彼の住居には星命学に基づくシミュレーションのできるプラネタリウムを始めさまざまな機械があふれていた。ケット・シー（リーブ）によると昔からの神羅カンパニーの得意客だったらしい。「ホーホーホウ」が口癖。
物語終盤に老衰で危篤となり、レッドXIIIに看取られながら息を引き取る。
セト (Seto)
レッドXIIIの父。レッドXIIIからはギ族から逃げた臆病者と思われていたが、実際は裏手の洞窟で戦い、村が挟み撃ちにされるのを防いでいた。現在はギ族の毒矢で石にされてしまっているが、それでもなおコスモキャニオンを守り続けている。
イファルナ (Ifalna)
声 - 清水理沙
古代種の末裔でエアリスの母。ガストと出会った頃には肉親である母と兄を失い、古代種の純血としては最後の末裔となった（父親の生死は不明）。ガストと結婚しエアリスを産む。程なくしてミッドガルに連れ去られ、その7年後にエルミナへ娘を託して他界する。
ブライアン・ロックハート (Brian Lockhart)
声 - 大塚芳忠（LO FF VII）、落合弘治（FF VII R2）
ティファの父親。正式な名前はリメイクで判明。家の大きさから金持ちであることが窺える。『FF VII』の12-13年前に妻を亡くす。そのときティファが「ママは山を越えていっちゃった」と思い込み、母親を探しに山へ行ってガケから落ち、意識不明に陥ったのをクラウドが連れ出したものと勘違いして激怒し、彼に不信感を抱く。この出来事はクラウドにかなり大きな影響を与え、後に重要な意味を持つ。ニブルヘイム事件の際、魔晄炉までセフィロスを追いかけ抵抗したようだが逆に殺された。
クラウディア・ストライフ (Claudia Strife)
声 - 日髙のり子
クラウドの母親。正式な名前はリメイクで判明。クラウドの幼少時に夫を亡くして以来、女手一つで息子を育てて来た。クラウドと同様に逆立った金髪をしている。クラウドの帰郷の際には、ソルジャーになれなかったとは言え成長した息子の晴れ姿に喜んでいたが、数日後のニブルヘイム事件で他の村人同様、セフィロスに殺されてしまう。クラウドは村人の中では母にだけは真実を打ち明けたため、回想イベントで実家を訪れるとジェノバ細胞による記憶の修正でシーンが飛び飛びになる（母との会話によって「ソルジャーのクラウド」としての記憶に齟齬が生じるため）。
ゴドー・キサラギ (Godo Kisaragi)
ユフィの父で、ウータイを統治している。一人称は「ワシ」（稀に「私」）。ユフィ曰く「グータラ親父」だが、実はウータイの五強聖のリーダーである"総"の強聖である。神羅との戦争に敗れ、力と力の衝突を避けるようになった（日頃家で寝ているのはこのため）。その後五強の塔で志と力を兼ね備えた者を待っている。五強の塔でユフィと対決した末に彼女と和解し、国を守るためには力と和平（志）の両方が必要である事を悟り、ユフィにウータイの未来を託して彼女の旅立ちを見送った。しかし、去り際にユフィと二人になった後「彼ら（クラウド達）が使っているマテリアは戦いが終わったら不要になるのではないか？」と強奪を唆す等、娘と似た強かな部分もある。他の五強聖共々かなりの実力者であり、今でも腕は衰えておらず『DC FF VII』のユフィの話ではDGが攻めてきた際も善戦した程である。また、ユフィとの勝負では稀にユフィにケアルガをかける。
フルネームは『CC FF VII』のアルティマニアによって明かされた。
プリシラ (Priscilla)
声 - 太田梨香子
アンダージュノンで暮らすイルカと心を通わせる少女。都市開発の際に海を汚染した神羅を憎んでおり、最初はクラウド達も神羅の手先ではないかと疑っていた。海でモンスターからイルカを助けようとして溺れ、意識不明に陥るもクラウドが人工呼吸をしたことで助かる。自分を救ってくれたクラウドの姿を見てクラウド達の事を信用するようになり、クラウドの事を「未来のお婿さん」として熱烈に慕っている。
見習いパイロット (Highwind Pilot)
飛空艇「ハイウインド」を操作するパイロット。プレイヤーがストーリーを進めるに連れレベルアップして行き、飛空艇内で話し掛けたときのセリフが変化して行く。リミットブレイクする事があり、この時はセリフが七色に輝く。最終的には一人前のパイロットに成長する。
チョコボ仙人 (Chocobo Sage)
アイシクルロッジ近くの山小屋に住む仙人。山チョコボを飼っており、特殊なチョコボについての情報をくれるが、物忘れが激しい。
ジョー (Joe)
声 - 手塚ヒロミチ
現役のトップチョコボレーサー。黒いチョコボ・トウホウフハイ (Teioh) を駆る。
エスト (Ester)
声 - 千本木彩花
チョコボレースのマネージャー。レースに出場する事になったクラウド達のマネジメントを担当する。ウエイトレスのような恰好をしており、頭にチョコボの羽飾りを付けている。コーツからは「恰好はヘンだがチョコボのマネージメントでは右に出る者はいない」と評される。
コーツ (Mr. Coates)
コレルプリズンの表向きのボス。ダインの部下だが、ダイン自身がまともな話し合いができない為、彼に代わってコレルプリズンを仕切ったりゴールドソーサーの管理側との仲介役を務めている。言葉遣いは荒いが規律に細かく、無差別に発砲を繰り返すダインには閉口気味。
ホルゾフ (Mr. Holzoff)
ガイアの絶壁のふもとで孤独に暮らすベテラン登山家。30年前に友人と共にガイアの絶壁に挑んだもののその過酷さに阻まれ、友人が自分を助けるために命を絶った事で断念。絶壁のふもとに小屋を築き、20年に渡って遭難者を助けたり宿を提供している。
カームの老人 (Kalm traveler)
カームに住む老人。メテオ発動後に多くの友人を失ってしまい、その冥福を祈る旅に出る。
グリン (Choco Bill)
声 - 羽佐間道夫
チョコボファームを経営する老人。人当たりが良く話し上手だが、商売上そう振る舞っているだけで実際は金儲けに余念が無い。クリンによると子供夫婦を失ってからこうなったという。
グリングリン (Choco Billy)
声 - 白井悠介
チョコボファームの男の子。グリンの孫、クリンの兄。チョコボの飼育・管理を担当し、捕獲方法も教えてくれるが祖父と同様に金にがめつい。これも両親を失った経験によるらしい。
クリン (Chole)
声 - 木村日翠
チョコボファームの女の子。グリンの孫、グリングリンの妹。チョコボを見ただけでその能力を見抜く特技を持つ。金儲けに走る祖父と兄に心を痛めている。
ブッチ (Butch)
コスタ・デル・ソルにあるマテリア屋の店主。ユフィをバイトとして雇うが、売り上げと商品のマテリアをすべて彼女に奪われる。
村長 (Village Headman)
コレル村の村長。炭鉱を守ろうとするダインの考えに理解を示しつつも、時代の流れとしてバレットと共に魔晄炉建設に賛成していた。村の焼き討ちの際にバレットとダインに警告に駆け付け、直後に神羅兵に射殺された。
長老ブーガ (Elder Bughe)
コスモキャニオンの長老の一人。
長老ハーゴ (Elder Hargo)
コスモキャニオンの長老の一人。
黒マントの男 (Robed Men)
各所に出現する黒いマントを纏った人々。精神に異常をきたしており、常にうめき声やうわ言を発するのみで意思疎通は不可能。正体はニブルヘイム事件で生き残った人々。「ジェノバは身体をバラバラにされても、やがて時間がたてば一つの場所に集結し再生する」というリユニオン仮説の証明を目論んだ宝条によってジェノバ細胞を植え付けられた。宝条には「セフィロス・コピー」と呼ばれている。便宜上「男」とは表記されるが、実際は老若男女関係なく存在すると思われ、ニブルヘイムには5年前に会えた幼い兄妹の成れ果てである小さな黒マントがいる。
施された処理はソルジャーを作る過程と同様だが、一般人である彼らの精神力ではジェノバ細胞に耐えられず自我が崩壊している。宝条は敢えてその状態の実験体を作り、神羅ビルに保管しているジェノバ本体に彼らが集結する動向を観察しようとしていた。しかし実際はリユニオンの結集先は本体ではなくセフィロスが持ち出した頭部であり、同時にセフィロス自身が強靭な精神力でリユニオンすら操作し、黒マントはおろかジェノバ本体までもがセフィロスのいる北の大空洞を目指し出すという結果となった。